# Rovijärvi
Rovijärvi är en sjö i Gällivare kommun i Lappland och ingår i Kalixälvens huvudavrinningsområde. Sjön har en area på 0,0761 kvadratkilometer och ligger 412 meter över havet. Rovijärvi ligger i Torne och Kalix älvsystem Natura 2000-område.

## Delavrinningsområde
Rovijärvi ingår i det delavrinningsområde (744301-172855) som SMHI kallar för Förgrening. Medelhöjden är 439 meter över havet och ytan är 37,6 kvadratkilometer. Det finns inga avrinningsområden uppströms utan avrinningsområdet är högsta punkten. Ala-Leipojoki som avvattnar avrinningsområdet har biflödesordning 3, vilket innebär att vattnet flödar genom totalt 3 vattendrag innan det når havet efter 217 kilometer. Avrinningsområdet består mestadels av skog (68 procent) och sankmarker (31 procent). Avrinningsområdet har 0,43 kvadratkilometer vattenytor vilket ger det en sjöprocent på 1,1 procent.